# St. Gotthardt (Göppingen)
 St. Gotthardt  ist ein Ortsteil von Holzheim, einem Stadtteil Göppingens. Er hat mit 400 Einwohnern die wenigsten Einwohner im Stadtbezirk Holzheim.

## Geographie

### Geographische Lage
St. Gotthardt liegt auf Höhen um 367 m ü. NHN

### Nachbargemeinden
St. Gotthardt grenzt im Norden an Holzheim, im Osten an Manzen und im Südosten an Ursenwang, welche alle zum Stadtbezirk Holzheim gehören. Im Südwesten liegt etwa 2 km entfernt die Nachbargemeinde  Eschenbach.

## Geschichte
Am 12. Mai 1838 wurde St. Gotthardt wegen der anhaltenden Finanzmisere mit Holzheim zur Gesamtgemeinde Holzheim zusammengeschlossen.

## Religion

### Kirchen

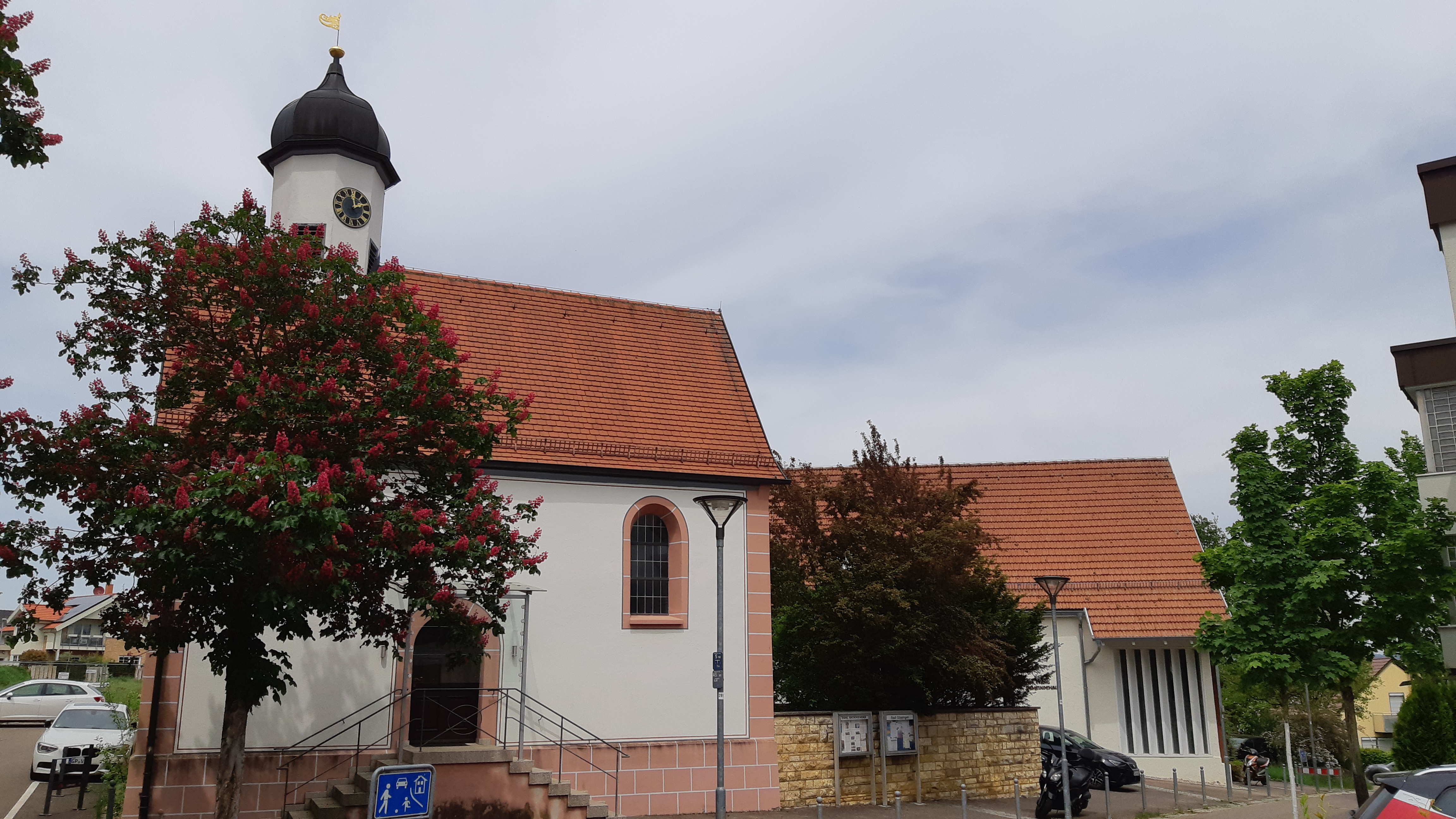
Kirche und Gemeindehaus St. Gotthardt (Göppingen)

Der zu Söldnerdiensten in die Toskana gereiste Seuridus de Zullhard (Seifried von Zillenhard), 1354 auf einer Soldliste der Visconti erwähnt, hat wohl um 1350 unterhalb seiner Stammburg nahe der alten Handelsstraße zwischen Kirchheim unter Teck und Süßen, Richtung Göppingen gelegen, eine Kapelle errichtet und sie im Rahmen der damaligen Gotthardt-Verehrung mit dem Patrozinium des St. Gotthardt versehen. Sie gab dem danach entstehenden Ort ihren Namen St. Gotthardt (heute Ortsteil im Stadtbezirk Holzheim der Stadt Göppingen). Er ist der einzige Ort dieses Namens nördlich der Alpen und außerhalb Norditaliens und Österreichs.

## Wirtschaft und Infrastruktur

### Verkehr

#### Schienenverkehr
In St. Gotthardt befindet sich ein im Jahr 1926 eröffneter Bahnhof der Voralbbahn oder Boller Bähnle. Im Jahr 1989 wurde der Personenverkehr eingestellt.

#### Straßenverkehr
St. Gotthardt liegt an der Landesstraße L1218 zwischen Holzheim und Schlat.  Weiterhin liegt St. Gotthardt an der Kreisstraße K1425, welche Ursenwang mit Eschenbach verbindet.

#### Busverkehr
Seit der Integration in den VVS im Januar 2021 verkehrt die Buslinie 980 (ehemals Linie 3) von Göppingen über St. Gotthardt nach Schlat. Die Bushaltestelle befindet sich etwa 200 m außerhalb von St. Gotthardt.

#### Mitfahrbänkle

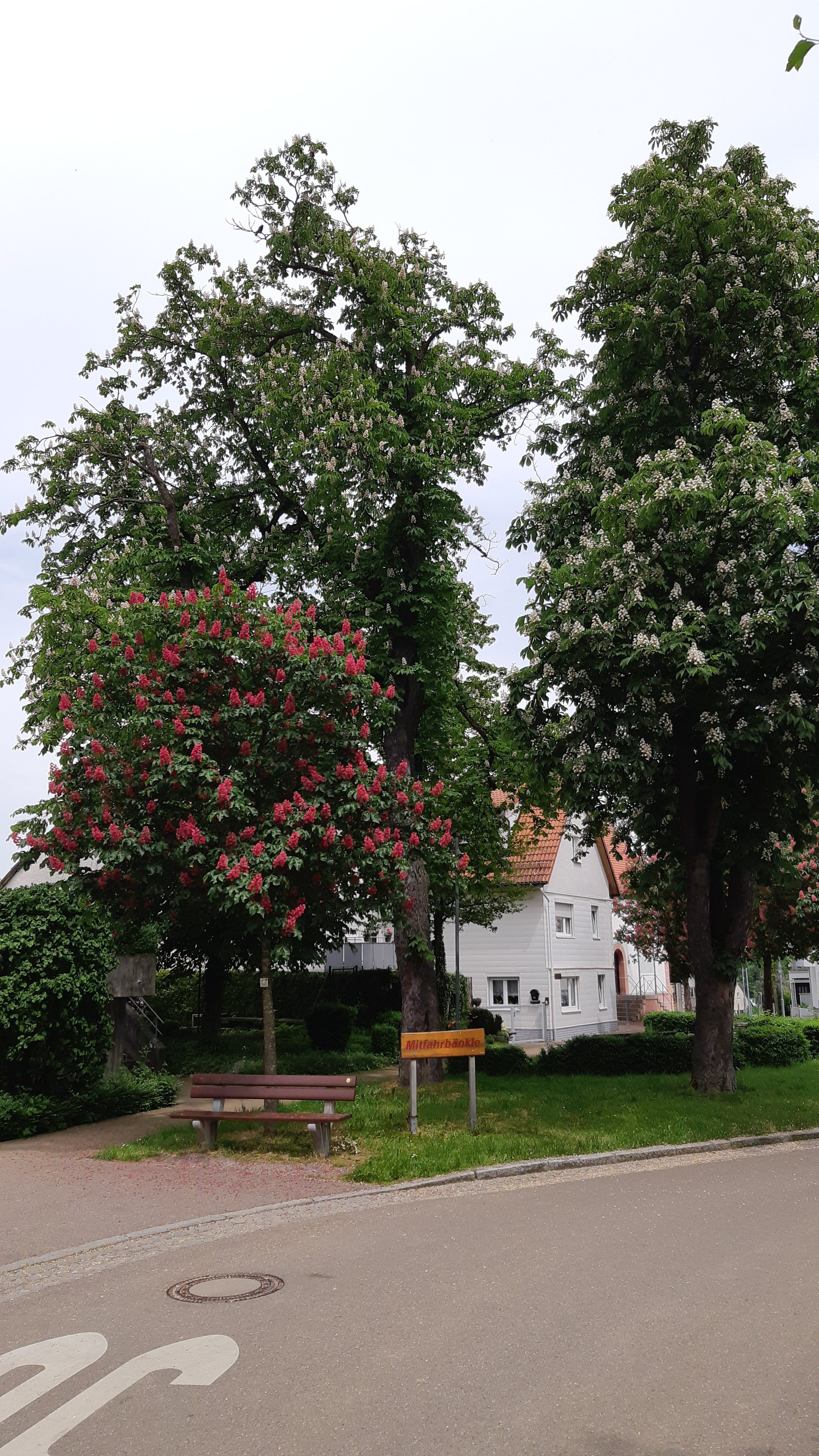
Mitfahrbänkle St. Gotthardt (Göppingen)

In der Ortsmitte von St. Gotthardt befindet sich ein  Mitfahrbänkle. In Ergänzung zum ÖPNV-Angebot verbessert dieses sogenannte Mitfahrbänkle die Mobilität im Stadtbezirk und schafft ein niederschwelliges, privates Mitfahrangebot.

### Schule
In St. Gotthardt ist keine Schule vorhanden. Die Kinder müssen die in Ursenwang befindliche Ursenwangschule besuchen. Weiterführende Schulen sind in Göppingen vorhanden.

### Medizinische Versorgung
Im Ort befinden sich eine Podologiepraxis sowie eine  Fußpflegepraxis.

### Geschäfte
Ein kleiner Lebensmittelladen wurde vor einigen Jahren geschlossen.

### Ver- und Entsorgung

#### Wasserversorgung
Der Bereich St. Gotthardt wird ebenso wie Manzen und Ursenwang mit Wasser des Zweckverbands Kornberggruppe versorgt.

#### Abwasser
Die Abwässer von St. Gotthardt werden im Klärwerk Göppingen, welches sich auf Uhinger Gemarkung befindet, gereinigt.

#### Abfallentsorgung
Die Abfallentsorgung erfolgt durch den Abfallwirtschaftsbetrieb des Landkreises Göppingen. Der Restmüll wird im Müllheizkraftwerk Göppingen verbrannt.

### Friedhof

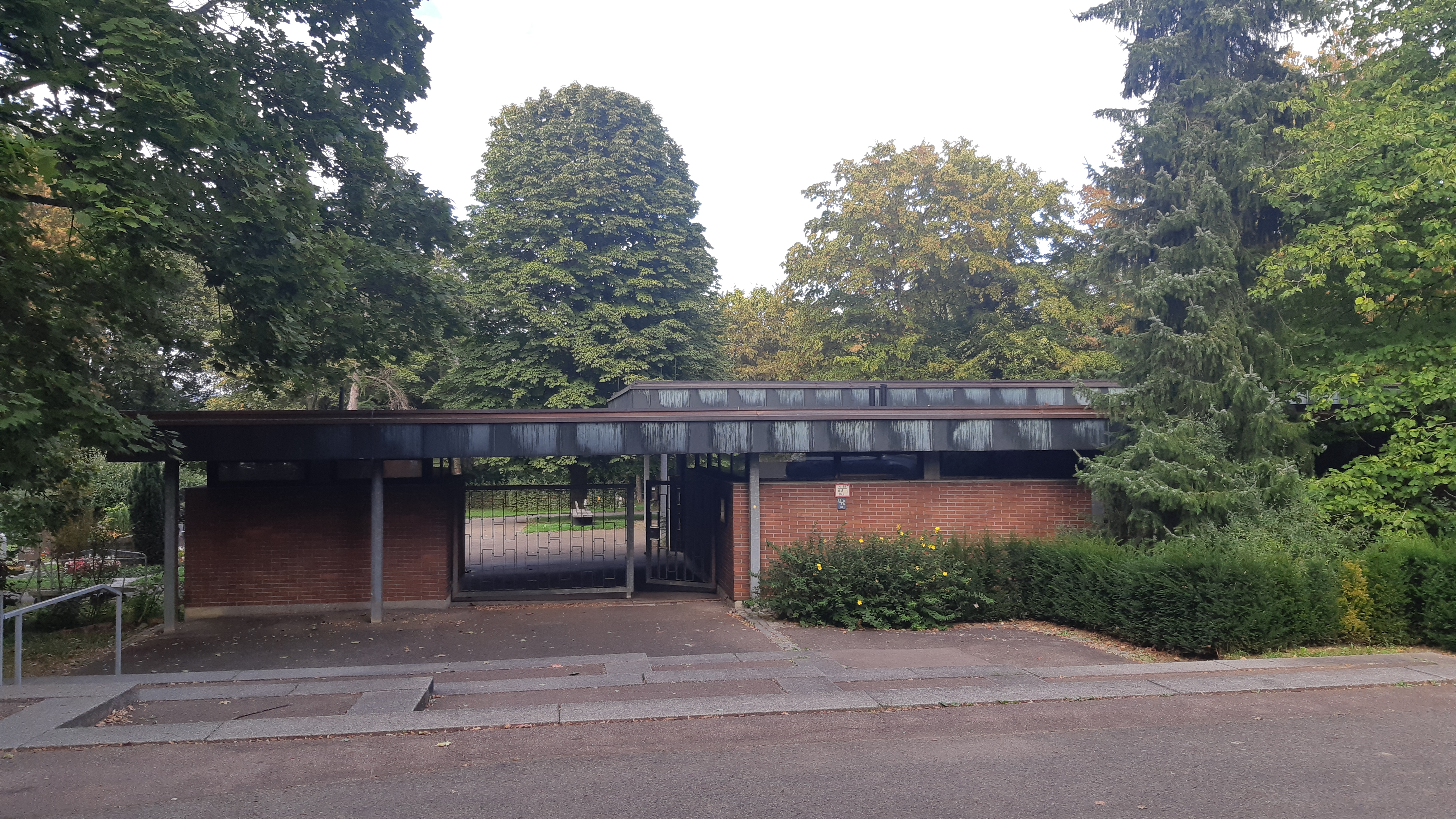
Friedhof St. Gotthardt

In St. Gotthardt befindet sich einer der 8 städtischen Friedhöfe Göppingens. Zu diesem Friedhof mit seinem Bestattungsbezirk gehören St. Gotthardt, Manzen und Ursenwang.